# Tanyproctus satanas
Tanyproctus satanas är en skalbaggsart som beskrevs av Edmund Reitter 1902. Tanyproctus satanas ingår i släktet Tanyproctus och familjen Melolonthidae. Inga underarter finns listade i Catalogue of Life.